# Rayonnement (définitions)
Pour l'article général, voir Rayonnement.
En optique et en transfert d'énergie, l'étude du rayonnement utilise des quantités locales ou globales, associées ou non à une surface. On donne ici les définitions de chacune de ces quantités ainsi que quelques propriétés élémentaires et cas particuliers. Le sujet est traité du point de vue physico-mathématique. En particulier, on montre que la luminance est la grandeur fondamentale du domaine, à partir de laquelle toutes les autres sont construites par intégration dans le domaine angulaire ou sur une surface. Un lien est fait avec la présentation traditionnelle des ouvrages d'optique.

## Généralités

### Caractéristiques et notations
Toutes les quantités présentées ici sont des fonctions du temps {\displaystyle t} et de l'espace {\displaystyle \mathbf {r} } et des distributions de la fréquence {\displaystyle \nu } ou de toute autre quantité équivalente (longueur d'onde, nombre d'onde, énergie, etc.) et de la direction donnée par un vecteur unitaire {\displaystyle \mathbf {\Omega } }. Il s'agit donc dans ce dernier cas d'une distribution angulaire.
Les dépendances de chaque quantité introduite sont explicitées, à l'exception du temps qui n'a pas d'intérêt ici. Des variables ne jouant aucun rôle dans le propos sont également ignorées. Ainsi dans les quantités définies localement la variable d'espace est ignorée.

### Distributions angulaires
Les intégrales qui apparaissent sont des intégrales de surface et des intégrales portant sur la direction, dans le cas de distributions angulaires. Ces dernières portent souvent sur la sphère unité {\displaystyle S^{2}} (l'espace tout entier, parfois caractérisé par un angle solide de {\displaystyle 4\pi } stéradians) ou sur l'hémisphère noté {\displaystyle S^{2+}} (le « demi-espace », parfois parfois caractérisé par un angle solide de {\displaystyle 2\pi } stéradians). L'existence d'une surface ne signifie pas que le rayonnement n'est défini que dans {\displaystyle S^{2+}}. En effet, il existe généralement un rayonnement incident qui fait que le problème est défini dans {\displaystyle S^{2}} (voir par exemple ci-dessous les problèmes de réflectivité). La partition de l'espace n'est qu'un outil d'analyse du problème.
Ces intégrales sont généralement explicitées en coordonnées sphériques (θ,Φ) ou dans un système dérivé en posant {\displaystyle \mu =\cos {\theta }} :
{\displaystyle Q_{0}=\int _{S^{2}}Q(\mathbf {\Omega } )\,\mathrm {d} \Omega =\int _{0}^{2\pi }\int _{0}^{\pi }Q(\theta ,\phi )\sin {\theta }\,\mathrm {d} \theta \,\mathrm {d} \phi =\int _{0}^{2\pi }\int _{-1}^{1}Q(\mu ,\phi )\,\mathrm {d} \mu \,\mathrm {d} \phi },
{\displaystyle Q_{0+}=\int _{S^{2+}}Q(\mathbf {\Omega } )\,\mathrm {d} \Omega =\int _{0}^{2\pi }\int _{0}^{\frac {\pi }{2}}Q(\theta ,\phi )\sin {\theta }\,\mathrm {d} \theta \,\mathrm {d} \phi =\int _{0}^{2\pi }\int _{0}^{1}Q(\mu ,\phi )\,\mathrm {d} \mu \,\mathrm {d} \phi }.
{\displaystyle Q} est ici la distribution angulaire de l'une quelconque des quantités définies plus loin, et {\displaystyle Q_{0}} ou {\displaystyle Q_{0+}} cette quantité étudiée dans l'ensemble des directions de {\displaystyle S^{2}} ou {\displaystyle S^{2+}}.
Pour des facilités de présentation, {\displaystyle Q} peut être écrit sous forme du produit de la valeur de {\displaystyle Q_{0}} ou {\displaystyle Q_{0+}} multipliée par une distribution angulaire normalisée {\displaystyle q(\mathbf {\Omega } )} :
{\displaystyle Q(\mathbf {\Omega } )=Q_{0}q(\mathbf {\Omega } )} avec  {\displaystyle \int _{S^{2}}q(\mathbf {\Omega } )\,\mathrm {d} \Omega =1} ;
ou {\displaystyle Q(\mathbf {\Omega } )=Q_{0+}q(\mathbf {\Omega } )} avec {\displaystyle \int _{S^{2+}}q(\mathbf {\Omega } )\,\mathrm {d} \Omega =1}.
Cette distribution est parfois nommée « fonction de phase » ou « indicatrice ». C'est la densité de probabilité angulaire.

### Distributions spectrales
Ces quantités sont en général dépendantes de l'intervalle spectral (ou « spectrique ») considéré : {\displaystyle Q(p)} est la densité spectrale de la grandeur, où {\displaystyle p} est la variable spectrale choisie (longueur d'onde, nombre d'onde, fréquence, énergie, etc.). On travaille souvent avec la valeur intégrée sur tout le spectre :
{\displaystyle Q^{*}=\int _{0}^{\infty }Q(p)\,\mathrm {d} p}.
La dimension et la valeur numérique de {\displaystyle Q(p)} dépendent du choix effectué pour {\displaystyle p}. Cependant {\displaystyle Q(p)} est une distribution et comme telle la valeur de {\displaystyle Q(p)\,\mathrm {d} p} est indépendante du choix de {\displaystyle p}.
Par la suite on traitera indifféremment les valeurs spectrales ou intégrées : elles suivent les mêmes lois,.

### Projection sur la normale à une surface
Pour les quantités liées à une surface et donc définies dans un demi-espace il apparaît la projection de Ω sur la normale extérieure (dans le demi-espace positif) {\displaystyle \mathbf {n} } par l'intermédiaire du produit scalaire {\displaystyle \mathbf {\Omega } \cdot \mathbf {n} }. En utilisant les coordonnées sphériques on a {\displaystyle \mathbf {\Omega } \cdot \mathbf {n} =\cos {\theta }=\mu }.

## Luminance
La luminance (en anglais intensity ou radiative intensity ou specific intensity) est la densité de flux d'énergie par unité d'angle solide se propageant dans une direction fixée. C'est une quantité scalaire positive ou nulle qui s'exprime en W.m-2.sr-1. Il s'agit d'une quantité locale, fondamentale, à partir de laquelle sont définies toutes les autres grandeurs. Inversement aucune autre quantité ne peut la définir sauf cas particulier.
Quelques cas extrêmes de luminance :
- la luminance isotrope : {\displaystyle \forall \mathbf {\Omega } \quad L(\mathbf {\Omega } )=L_{0}} ;
- le faisceau parallèle dans la direction Ω0 : {\displaystyle L(\Omega )=L_{0}\delta (\mathbf {\Omega } -\mathbf {\Omega } _{0})} où δ est la distribution de Dirac. En électromagnétisme L0Ω est la moyenne temporelle du vecteur de Poynting.

La luminance obéit à la l'équation de Boltzmann ainsi nommée pour son analogie avec celle décrivant le mouvement des molécules à l'échelle microscopique. La solution stationnaire de cette équation en milieu homogène absorbant correspond à l'équilibre thermodynamique (corps noir) caractérisé par une distribution angulaire isotrope et une distribution spectrale donnée par la distribution de Bose-Einstein.
La luminance ne vérifie pas l'invariance de Lorentz.

## Moments de la luminance
Les moments angulaires de la luminance sont des quantités physiques courantes, du moins pour les premiers d'entre eux. La connaissance de l'ensemble (infini) de ces moments équivaut à la connaissance de la luminance. En pratique le calcul d'un nombre faible d'entre eux permet d'obtenir une approximation raisonnable de la luminance. Cette propriété est utilisée pour la résolution de l'équation de transfert radiatif (méthode d'Eddington, méthode MN).

### Énergie volumique
L'énergie volumique (quantité locale) est le moment d'ordre 0 de la luminance divisé par la vitesse de la lumière c, (ou par {\displaystyle {\frac {c}{m}}} dans un milieu d'indice m) :
{\displaystyle E={\frac {1}{c}}\int _{S^{2}}L(\mathbf {\Omega } )\,\mathrm {d} \Omega }
L'unité est le J.m-3.
Il n'est pas possible de déduire la luminance de l'énergie et il existe une infinité de luminances pour une énergie donné. Quelques exceptions sont possibles lorsque la luminance peut être caractérisée par sa seule norme {\displaystyle L_{0}} :
- l'énergie volumique d'un rayonnement isotrope est {\displaystyle E={\frac {L_{0}}{c}}\int _{S^{2}}\mathrm {d} \Omega ={\frac {4\pi L_{0}}{c}}}[Note 2] ;
- l'énergie volumique d'un faisceau parallèle est {\displaystyle E={\frac {L_{0}}{c}}\int _{S^{2}}\delta (\mathbf {\Omega } _{0}-\mathbf {\Omega } )\,\mathrm {d} \Omega ={\frac {L_{0}}{c}}}.

D'une façon générale il est possible de déduire la luminance de l'énergie volumique ou de toute autre quantité locale lorsque l'on présume la distribution angulaire constituant la fonction de phase (l'indicatrice) comme dans les cas particuliers précédents : en effet, cette distribution angulaire n'est autre que la luminance à un coefficient multiplicatif près, ci-dessus L0.

### Densité de flux
La densité de flux (en anglais radiative heat flux ou heat flux), quantité locale, est le moment d'ordre un de la luminance,, :
{\displaystyle \mathbf {F} =\int _{S^{2}}L(\mathbf {\Omega } )\,\mathbf {\Omega } \,\mathrm {d} \Omega }
L'unité est le W.m-2.
C'est le pendant radiatif de la densité de flux de chaleur par conduction.
La densité de flux d'une source isotrope est nulle : une telle source ne transporte pas d'énergie.
On ne peut pas déduire la luminance de la densité de flux sauf dans le cas d'un faisceau parallèle dans la direction Ω0 où {\displaystyle \mathbf {F} =L_{0}\mathbf {\Omega } _{0}}.

### Pression radiative
La pression radiative (quantité locale) est le moment d'ordre deux de la luminance ({\displaystyle \otimes } est le produit tensoriel),, :
{\displaystyle \mathbf {P} ={\frac {1}{c}}\int _{S^{2}}L(\mathbf {\Omega } )\,\mathbf {\Omega } \otimes \mathbf {\Omega } \,\mathrm {d} \Omega }
L'unité est le Pa.
Il s'agit d'un tenseur d'ordre 2 qui est le pendant radiatif du tenseur des contraintes de Stokes en mécanique des fluides.

### Cas d'un milieu unidimensionnel et tenseur de flux d'énergie
Dans le cas particulier d'un milieu unidimensionnel en espace et d'une distribution angulaire fonction de θ seulement les moments sont scalaires et s'écrivent alors sous la forme de moments de Hausdorff :
{\displaystyle {\mathcal {M}}_{i}=2\pi \int _{-1}^{1}\mu ^{i}L(\mu )\mathrm {d} \mu \,,\quad i=0,1,2,...}
La généralisation permet la réalisation de méthodes de calcul très performantes en introduisant une approximation du tenseur de flux d'énergie (en anglais heat flux tensor) défini par:
{\displaystyle \mathbf {Q} ={\frac {1}{c}}\int _{S^{2}}L(\mathbf {\Omega } )\,\mathbf {\Omega } \otimes \mathbf {\Omega } \otimes \mathbf {\Omega } \,\mathrm {d} \Omega }
C'est un tenseur d'ordre 3 sans signification physique évidente

## Exitance et éclairement
L'exitance (en anglais emissive power), quantité locale associée à une surface, est le module de la projection sur la normale à la surface de la densité de flux comptée dans le demi-espace positif, :
{\displaystyle M=\mathbf {F} _{+}\cdot \mathbf {n} =\int _{S^{2+}}L(\mathbf {\Omega } )\,\mathbf {\Omega } \cdot \mathbf {n} \,\mathrm {d} \Omega \,,\quad \mathbf {F} _{+}=\int _{S^{2+}}L(\mathbf {\Omega } )\,\mathbf {\Omega } \,\mathrm {d} \Omega }
L'unité est le W.m-2.
Il n'est pas possible de calculer la luminance à partir de l'exitance sauf les cas particuliers suivants :
- pour une luminance isotrope l'exitance est donnée par la loi de Lambert {\displaystyle M=L_{0}\int _{S^{2+}}\mathbf {\Omega } \cdot \mathbf {n} \,\mathrm {d} \Omega =\pi L_{0}}[Note 3] ;
- pour un faisceau lumineux dans la direction normale à la surface elle vaut {\displaystyle M=2\pi L_{0}}.

En optique on différencie l'exitance de l'éclairement suivant que le rayonnement est émis ou reçu, c'est-à-dire suivant le signe de {\displaystyle M}.

## Réflexion et diffusion

### Réflectivité bidirectionnelle
La réflectivité bidirectionnelle (en anglais Bidirectional Reflectance Distribution Function, BRDF) est la distribution jointe de probabilité {\displaystyle f(\mathbf {\Omega } _{i},\mathbf {\Omega } _{j})} permettant de caractériser la luminance {\displaystyle L(\mathbf {\Omega } _{j})} réfléchie sur une surface dans la direction {\displaystyle \mathbf {\Omega } _{j}} conditionnée par la luminance incidente {\displaystyle L(\mathbf {\Omega } _{i})} dans la direction {\displaystyle \mathbf {\Omega } _{i}}, telle que {\displaystyle \mathbf {\Omega } _{i}\cdot \mathbf {n} <0}. Cette quantité est définie par le produit de convolution (symbole {\displaystyle *}), :
{\displaystyle L(\mathbf {\Omega } _{j})=f(\mathbf {\Omega } _{i},\mathbf {\Omega } _{j})*\left[L(\mathbf {\Omega } _{i})\,|\mathbf {\Omega } _{i}\cdot \mathbf {n} |\right]=\int _{S^{2+}}f(\mathbf {\Omega } _{i},\mathbf {\Omega } _{j})L(\mathbf {\Omega } _{i})\,|\mathbf {\Omega } _{i}\cdot \mathbf {n} |\,\mathrm {d} \Omega _{i}}
L'unité est le sr-1.
Le théorème de réciprocité de Lorentz montre que {\displaystyle f(\mathbf {\Omega } _{j},\mathbf {\Omega } _{i})=f(\mathbf {\Omega } _{i},\mathbf {\Omega } _{j})}.

### Réflectances et albedos
- La réflectance directionnelle (en anglais directional hemispherical reflectance ou directional hemispherical reflectivity, DHR), ou albédo[Note 4], est une distribution angulaire qui représente le rapport de la puissance réfléchie dans toutes les directions à la puissance dans une direction donnée Ωi du rayonnement incident. Elle s'exprime en fonction de la BRDF par[3],[10] :

{\displaystyle \rho (\mathbf {\Omega } _{i})=\int _{S^{2+}}f(\mathbf {\Omega } _{i},\mathbf {\Omega } _{j})\,\mathbf {\Omega } _{j}\cdot \mathbf {n} \,\mathrm {d} \mathbf {\Omega } _{j}}
- La réflectance hémisphérique (en anglais hemispherical reflectivity ou hemispherical reflectance), ou albédo de Bond, est le rapport de la puissance réfléchie dans toutes les directions à la puissance reçue de toutes les directions :

{\displaystyle \rho _{\mathrm {B} }={\frac {1}{|M_{\mathrm {i} }|}}\int _{S^{2+}}\rho (\mathbf {\Omega } _{i})L(\mathbf {\Omega } _{i})\,|\mathbf {\Omega } _{i}\cdot \mathbf {n} |\,\mathrm {d} \mathbf {\Omega } _{i}}
où {\displaystyle M_{\mathrm {i} }} (< 0) est l'exitance correspondante au rayonnement incident ({\displaystyle |M_{\mathrm {i} }|} est donc l'éclairement).
Les réflectances sont sans unité.
Dans le cas particulier d'une surface diffusant le rayonnement de manière isotrope, la BRDF est indépendante de {\displaystyle \mathbf {\Omega } _{j}} : on l'écrira {\displaystyle f(\mathbf {\Omega } _{i})}. Alors :
{\displaystyle \rho (\mathbf {\Omega } _{i})=f(\mathbf {\Omega } _{i})\int _{S^{2+}}\,\mathbf {\Omega } _{j}\cdot \mathbf {n} \,\mathrm {d} \mathbf {\Omega } _{j}=\pi f(\mathbf {\Omega } _{i})}
Cette équation est analogue à la loi de Lambert.

### Diffusion
La diffusion (en anglais scattering) concerne en général un processus élastique qui s'effectue sans changement de longueur d'onde. Le phénomène est entièrement décrit par la fonction de phase (densité de probabilité conditionnelle)  {\displaystyle f(\mathbf {\Omega } _{i},\mathbf {\Omega } _{j})}  donnant la direction après interaction Ωj en fonction de la direction initiale Ωi par le produit de convolution :
{\displaystyle L(\mathbf {\Omega } _{j})=f(\mathbf {\Omega } _{i},\mathbf {\Omega } _{j})*L(\mathbf {\Omega } _{i})=\int _{S^{2}}f(\mathbf {\Omega } _{i},\mathbf {\Omega } _{j})L(\mathbf {\Omega } _{i})\,\mathrm {d} \Omega _{i}}
Très souvent cette fonction de phase est supposée de révolution par rapport à la direction Ωi. Elle ne dépend plus que de la déviation θd donnée par le produit scalaire  {\displaystyle \mathbf {\Omega } _{i}\cdot \mathbf {\Omega } _{j}=\cos {\theta }_{d}\,,\;\theta _{d}\in [0,\pi ]}  ; par suite :
{\displaystyle L(\mathbf {\Omega } _{j})=f(\theta _{d})*L(\mathbf {\Omega } _{i})}
Un exemple d'une telle distribution est donnée par la fonction de phase de Henyey-Greenstein.
L'exemple le plus simple est la fonction de phase isotrope  {\displaystyle \forall \theta _{d}\,,\;f(\theta _{d})={\frac {1}{4\pi }}}.

## Quantités intégrées sur une surface

### Intensité énergétique
L'intensité énergétique (en anglais radiant intensity) est la puissance par unité d'angle solide émise par une surface donnée dans la direction {\displaystyle \mathbf {\Omega } } définie dans un repère arbitraire global. Elle est utilisée pour caractériser une source observée à une distance grande devant sa taille (source quasi-ponctuelle).
Pour une surface plane ou convexe {\displaystyle \Sigma }, elle est donnée par intégration de la luminance {\displaystyle L(\mathbf {r} ,\mathbf {\Omega } )} sur la surface de normale {\displaystyle \mathbf {n} (\mathbf {r} )} :
{\displaystyle I(\mathbf {\Omega } )=\int _{\Sigma ^{*}}L(\mathbf {r} ,\mathbf {\Omega } )\,\mathbf {\Omega } \cdot \mathbf {n} (\mathbf {r} )\,\mathrm {d} \Sigma }
où {\displaystyle \Sigma ^{*}} est la partie de la surface visible à l'infini, telle que {\displaystyle \mathbf {\Omega } \cdot \mathbf {n} >0}.
La luminance au point {\displaystyle \mathbf {r} } est définie dans le repère local par {\displaystyle L(\mathbf {r} ,\mathbf {\Omega } ^{*})} où {\displaystyle \mathbf {\Omega } ^{*}=\mathbf {\Omega } +\mathbf {n} -\mathbf {n} _{l}}, {\displaystyle \mathbf {n} _{l}={\begin{pmatrix}0\\0\\1\end{pmatrix}}} étant la normale définie dans le repère global.
L'unité est le W.sr-1.
Pour une surface présentant une concavité, il faut prendre en compte les problèmes de parties cachées et les possibles réflexions sur la partie concave. Dans ce cas, il n'existe pas de relation analytique donnant l'intensité.
Quelques cas particuliers :
- dans le cas d'une luminance isotrope {\displaystyle I(\mathbf {\Omega } )=A(\mathbf {\Omega } )\,L_{0}} où {\displaystyle A(\mathbf {\Omega } )=\int _{\Sigma *}\mathbf {\Omega } \cdot \mathbf {n} \,\mathrm {d} \Sigma } est l'aire du faisceau généré dans la direction Ω ;
- une relation analogue s'obtient pour une surface plane homogène d'aire Σ et une luminance quelconque : {\displaystyle I(\mathbf {\Omega } )=L(\mathbf {\Omega } )\,\mathbf {\Omega } \cdot \mathbf {n} \int _{\Sigma *}\,\mathrm {d} \Sigma =L(\mathbf {\Omega } )\,A(\mathbf {\Omega } )} ;
- du fait de son invariance par rotation une sphère de propriétés homogènes a une intensité isotrope quelle que soit sa luminance.

### Flux énergétique
Le flux énergétique ou luminosité (en anglais radiant flux ou radiant power) mesure la puissance émise ou reçue par une surface. C'est le flux de la densité de flux {\displaystyle \mathbf {F} _{+}(\mathbf {r} )} compté au travers de la surface {\displaystyle \Sigma (\mathbf {r} )} de normale {\displaystyle \mathbf {n} (\mathbf {r} )} :
{\displaystyle \Phi =\int _{\Sigma }\mathbf {F} _{+}(\mathbf {r} )\cdot \mathbf {n} (\mathbf {r} )\,\mathrm {d} \Sigma }
L'unité est le W.
Il s'exprime :
- en fonction de l'exitance par {\displaystyle \Phi =\int _{\Sigma }M(\mathbf {r} )\,\mathrm {d} \Sigma } ;
- en fonction de l'intensité par {\displaystyle \Phi =\int _{S^{2}}I(\mathbf {\Omega } )\,\mathrm {d} \Omega }, quelle que soit la géométrie de la surface ;
- en fonction de la luminance par {\displaystyle \Phi =\int _{\Sigma }\int _{S^{2}}L(\mathbf {r} ,\mathbf {\Omega } )\,\mathbf {\Omega } \cdot \mathbf {n} (\mathbf {r} )\,\mathrm {d} \Omega \,\mathrm {d} \Sigma }, pour une surface plane ou convexe (voir ci-dessus les restrictions pour une surface concave).

## Lien avec la description traditionnelle de ces quantités
Un certain nombre de quantités énoncées ci-dessus sont décrites dans les ouvrages d'optique d'une manière différente,,. Traitons l'exemple de la relation entre luminance et émittance.
Soit {\displaystyle \delta M} l'émittance correspondante à un petit intervalle {\displaystyle \delta \mathbf {\Omega } } autour de la direction {\displaystyle \mathbf {\Omega } }. La valeur moyenne de {\displaystyle L(\mathbf {\Omega } )}, supposée constante dans cet intervalle, est {\displaystyle L^{*}} (scalaire). {\displaystyle \delta M} est définie par :
{\displaystyle \delta M=\int _{\delta \mathbf {\Omega } }L(\mathbf {\Omega } )\,\mathbf {\Omega } \cdot \mathbf {n} \,\mathbf {d} \Omega =L^{*}\,\mathbf {\Omega } \cdot \mathbf {n} \int _{\delta \mathbf {\Omega } }\,\mathbf {d} \Omega =L^{*}\,\mathbf {\Omega } \cdot \mathbf {n} \,\delta \Omega }
On peut réécrire cette équation sous la forme :
{\displaystyle L^{*}={\frac {\delta M}{\cos {\theta }\,\delta \Omega }}}
D'où une définition possible de la luminance : la luminance (moyenne) dans l'intervalle δΩ est égale au flux par unité d'aire du rayonnement comptée dans la direction Ω divisée par δΩ.
Problème : on trouve le plus souvent cette expression écrite sous la forme suivante :
{\displaystyle L={\frac {\mathrm {d} M}{\cos {\theta }\,\mathrm {d} \Omega }}}
Cette écriture est source de confusion : elle suggère que L est obtenue par la dérivée directionnelle (dérivée de Gateaux) de M par rapport à Ω. Ce n'est évidemment pas le cas puisque l'exitance est une quantité scalaire, indépendante de l'angle Ω. Le second membre de cette expression est identiquement nul.
D'une façon générale, la luminance étant la seule quantité locale contenant la variable angulaire, elle ne peut être déduite d'aucune autre. La logique veut donc que l'on définisse celle-ci par une phrase et que l'on déduise les autres valeurs par des outils mathématiques, ce qui est fait dans cet article.